# Caritas Salzburg
Die Caritas Salzburg ist eine soziale Hilfsorganisation der römisch-katholischen Kirche im österreichischen Bundesland Salzburg. Sie ist Teil von Caritas Österreich, aber eine eigenständige Institution und untersteht dem Erzbischof der Erzdiözese Salzburg.

## Organisation
Direktor der Caritas Salzburg war von 2012 bis 2024 der Theologe, Pädagoge, Persönlichkeitstrainer und Unternehmensberater Johannes Dines.
Seit 1. Januar 2025 leitet das Direktionsduo Andrea Schmid und Kurt Sonneck die Caritas Salzburg.
Die Caritas Salzburg ist in folgende Bereiche gegliedert:
- Soziale Arbeit
- Menschen mit Behinderungen
- Betreuung und Pflege
- Freiwilligenarbeit
- Pfarrcaritas
- YoungCaritas
- Auslandshilfe
- Ausbildungszentrum
- Caritas-Zentren

Weiters gibt es die folgenden Stabsstellen:
- Kommunikation (inklusive Fundraising) sowie
- alle Aktivitäten der Bereiche allgemeiner Administration und Verwaltung[6]

## Aufgaben
Die Caritas der Diözese Salzburg bietet Hilfe in folgenden Bereichen an:

### Armut, Krisen und Prävention
Das Kernthema der Caritas ist die Hilfe in Notsituationen.
- Regionale Caritas-Zentren: Regionale Caritas-Zentren in Salzburg und im Tiroler Unterland unterstützen in Krisen und Notsituationen.
- Wohnungslosenhilfe: Beratung sowie Übernachtungsmöglichkeiten in Notschlafstellen für Männer, Frauen sowie Jugendliche.
- Sozialberatung: Unterstützung bei Rechtsfragen, Arbeitslosigkeit und Hilfe in finanziellen oder persönlichen Notsituationen.
- Regionale soziale Beratung: Regionale soziale Beratung im Tennengau (Caritas Streetwork) sowie im Bezirk Kufstein (Pfarre Kufstein).
- Haus Elisabeth: Tageszentrum, Medizinische Notversorgung, Krisenintervention und Beratung sowie Notschlafstelle für rund 20 wohnungslose Menschen im Winter in Salzburger Bahnhofsnähe, kulturelle und soziale Begegnungsstätte.
- Haus Franziskus: Winternothilfe wie Schlafplätze, Arbeitsplätze für Langzeitarbeitssuchende 50+ im Rahmen eines AMS-Projektes, Kleidung, Küche mit Frühstück und Abendessen für die Übernachtungsgäste, Duschmöglichkeiten und Wäscheraum, medizinische Versorgung.
- Sozialpädagogische Familienhilfe in Tirol: Unterstützung von Familien in Belastungs- und Krisensituationen.[7]

### Betreuung, Begleitung und Pflege

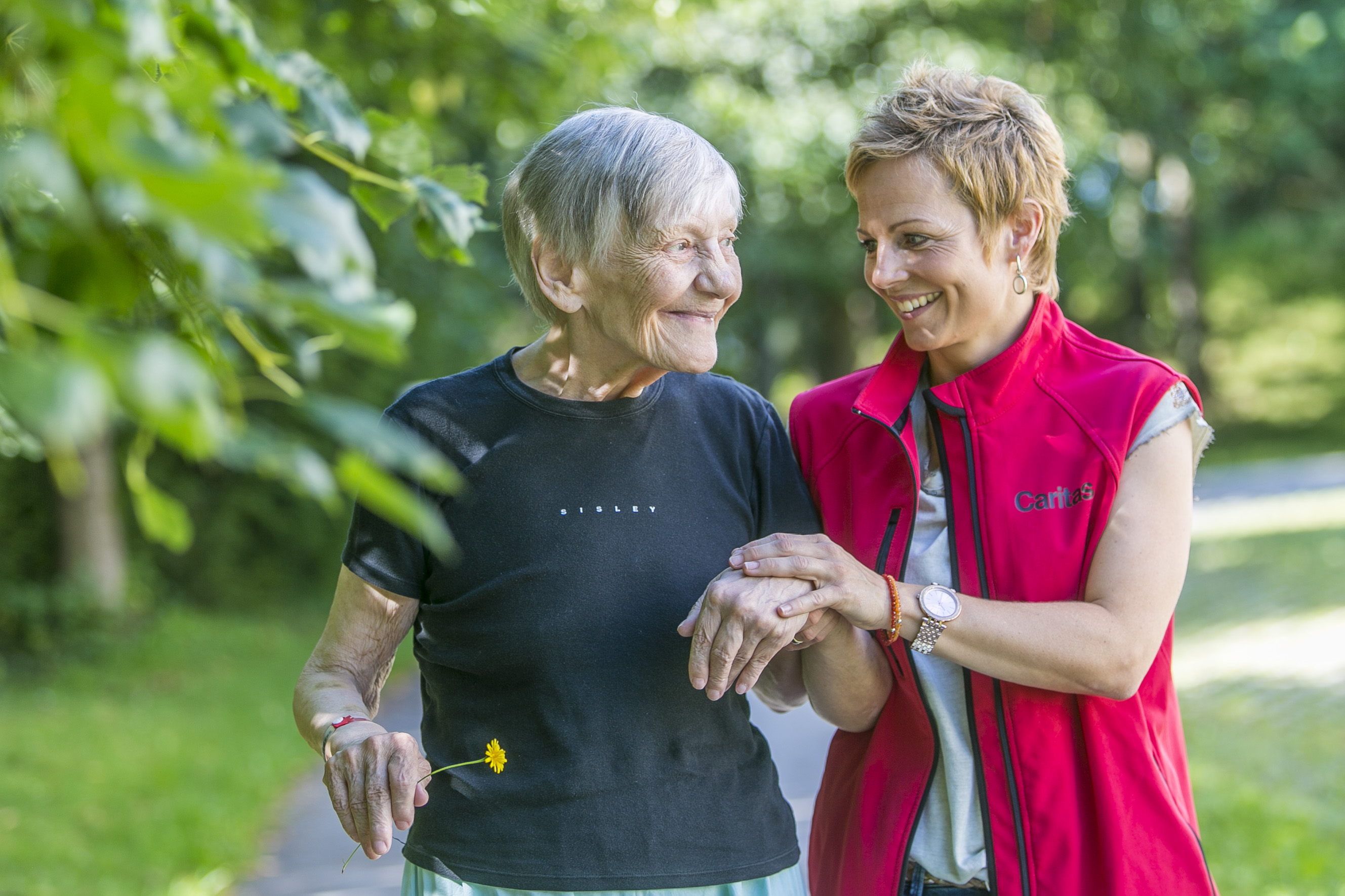
Besuchsdienst der Caritas in Salzburg

Die Caritas bietet Angebote für Betreuung und Pflege sowohl mobil als auch stationär an.
Mobile Angebote:
- Hauskrankenpflege
- Haushaltshilfe
- Familienhilfe
- Langzeithilfe
- 24-Stunden-Betreuung
- Mobile Palliativ- und Hospizteams
- Mobiles Kinderhospiz Papageno
- Persönliche Assistenz
- Calimero

Stationäre Angebote:
- Albertus-Magnus-Haus: eine Einrichtung für Menschen mit chronisch-psychischen Erkrankungen und erhöhtem pflegerischen und psychosozialen Unterstützungsbedarf.
- Altenpension: für Menschen mit psychiatrischen Beeinträchtigungen ab einem Alter von 45 Jahren.
- SOALP: ein Wohnprojekt für Menschen mit Suchterkrankungen, die abstinent leben wollen.
- Betreutes Wohnen: Betreutes Wohnen ermöglicht älteren Menschen mit Unterstützung durch eine soziale Fachkraft ein weitgehend selbständiges Leben in geförderten Mietwohnungen.[9]
- Stützpunktwohnen Obermoos: Menschen mit psychischer Beeinträchtigung wird mit dem Projekt Stützpunktwohnungen ein selbstständiges Wohnen ermöglicht.[10]

Beratungsstellen:
- Beratungsstelle Zillertal
- Beratungsstelle Brixental / Pillerseetal / Leukental[9]

### Internationale Hilfe und Katastrophen
Der Schwerpunkt der Auslandshilfe der Caritas Salzburg liegt in den Nahost-Ländern Libanon, Syrien und Ägypten. Die Zusammenarbeit vor Ort erfolgt mit lokalen Caritasorganisationen, anderen kirchlichen Partnern wie etwa Ordensgemeinschaften sowie zivilgesellschaftlichen Organisationen. So wurden im Jahr 2016 für 25 Hilfsprojekte über eine Million Euro an Salzburger Spenden für Projekte im Nahen Osten aufgewendet, 400 Kinder wurden durch Salzburger Patinnen und Paten unterstützt.

### Re-Integration und Nachhaltigkeit
- Unter dem Titel „Carla“ bietet die Caritas Salzburg an 5 Standorten (Aigen, Lehen, Maxglan, St. Johann in Tirol und Neumarkt) Second-Hand-Waren an[12] und schafft damit 25 Arbeitsplätze (Frauen und Männer 50+). 1800 Menschen wurde so mittels Kleiderspenden geholfen.
- Arbeitnehmer über 45 Jahren werden unterstützt, eine dauerhafte Beschäftigung zu finden.
- Das Beschäftigungsprojekt „carlavelorep“ ermöglicht es jungen Menschen zwischen 15 und 30 Jahren am Arbeitsmarkt Fuß zu fassen, indem gespendete gebrauchte Fahrräder repariert und wiederverkauft werden.[13]

### Starthilfe und Bildung

#### Ausbildungszentren der Caritas Salzburg
- Schule für Wirtschaft und Soziales (SWS): Eine 3-jährige Fachschule für Sozialberufe sowie eine 5-jährige Ausbildung „Sozialmanagement“ (mit Matura) werden angeboten.[14]
- Schule für Sozialbetreuungsberufe (SOB): Ausbildung zum Fach- oder Diplomsozialbetreuer.
- Kolleg für Sozialpädagogik: berufsbegleitendes Kolleg für Sozialpädagogik an der SOB für Berufstätige ab 19.[15]

#### Lerncafé
Das Angebot einer kostenlosen Lern- und Nachmittagsbetreuung für Kinder zwischen 6 und 15 Jahren besteht an 3 Standorten in Salzburg.

#### Jugend-Beschäftigungsprojekt easy
Das Projekt bietet 15- bis 18-Jährigen eine niederschwellige, tagesstrukturierende Beschäftigungsmöglichkeit im Bereich Textil und Holz mit täglicher Auszahlung einer Leistungsentschädigung in der Stadt Salzburg.

#### Streetwork
- Beratung und Hilfe für Jugendliche bei Themen wie zum Beispiel Drogen, Gewalt, Sexualität, bei Problemen in der Schule oder mit den Eltern
- Projekte wie ein Graffiti-Workshop oder Klettern.

Das Angebot gibt es in Hallein, Pinzgau sowie im Pongau.

#### Jugend-Notschlafstelle Exit7
Für Jugendliche zwischen 12 und 18 Jahren wird durch diese Einrichtung in der Siezenheimerstraẞe 7 in der Stadt Salzburg eine vorübergehende Übernachtungsmöglichkeit sowie eine Grundversorgung bis zu 14 Tage/Monat angeboten.

### Asyl und Integration
Folgende Leistungen stellt die Caritas Salzburg Flüchtlingen zur Verfügung:
- Grundversorgung für Asylwerber: im Auftrag und finanziert vom Land Salzburg
- Caritas-Flüchtlingshäuser: Während des Asylverfahrens können Asylwerber in Flüchtlingshäusern kostenfrei wohnen, essen und leben. In Salzburg gibt es die Standorte Flüchtlingshaus Plainstraße (Salzburg Stadt), Flüchtlingshaus Oberalm I (5411 Oberalm) sowie Flüchtlingshaus St. Anton (5671 Bruck an der Großglocknerstraße).
- Rechtsberatung: Im Bedarfsfall werden für mittellose Klienten Hintergrundinformationen gesammelt, interveniert und gegebenenfalls Rechtsmittel verfasst.
- Krisenintervention und Psychotherapie für Asylwerber (Projekt SOTIRIA)
- Rückkehrhilfe: Abklärung asylrechtlicher und sozialer Aspekte, Hilfe bei Behördengängen, Beschaffung von Reisedokumenten und Tickets sowie Information an Angehörige in der Heimat
- Projekt ProLehRe: Unterstützung asylberechtigter und subsidiär schutzberechtigter Lehrlinge zwischen 18 und 30 Jahren, die aus Wien auf eine Lehrstelle nach Salzburg (Innergebirg) vermittelt werden.
- Projekt div-in-co (Diversität, Inklusion und Consulting) Pilotprojekt der Caritas in Salzburg, Oberösterreich und der Steiermark. Frauen mit Fluchterfahrung werden bei der Inklusion in die Arbeitswelt begleitet. Gleichzeitig werden Unternehmen mit dem Fokus auf Gleichstellung, Diversität und Inklusion beraten.

### Behinderung und Inklusion

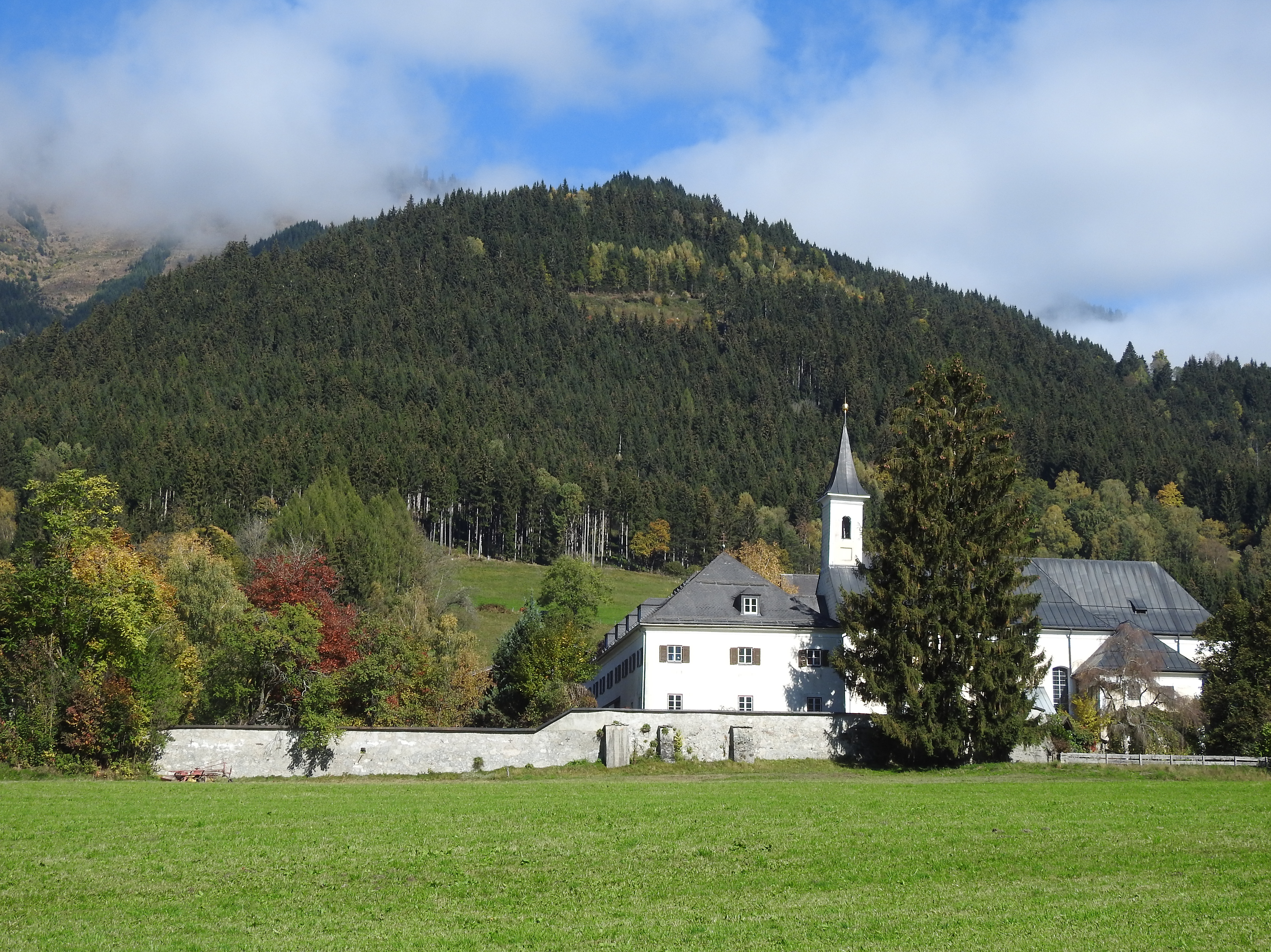
Caritas-Dorf St. Anton

Das Ziel besteht darin, dass Menschen mit Behinderung weitestgehend selbst über ihr Leben bestimmen können. Zu diesem Zweck gibt es Angebote in den Bereichen Wohnen, Arbeit und Beschäftigung, Ausbildung und Therapie.
Die Caritas Salzburg hat folgende Angebote für Menschen mit Behinderung:
- Caritas-Dorf St. Anton: bietet individuell abgestimmte Therapie, Schulbesuch/Arbeit für bis zu 60 Menschen mit Behinderung. Sie leben im Dorf.
- Tageszentrum Mittersill: Für Jugendliche mit Behinderung nach Beendigung ihrer Schulpflicht und Erwachsenen gibt es eine Tagesunterbringung und ein breites Angebot an Beschäftigung, Therapie und Freizeitaktivitäten.
- Mathiashof: Der Mathiashof im Ellmautal ist ein naturverbundenes, landwirtschaftliches Projekt für Menschen mit Behinderung. Er bietet 20 jungen Menschen einen Arbeitsplatz. 15 von ihnen wohnen am Mathiashof.
- Tageszentrum Elixhausen: Ganzheitliche Betreuung mit Therapie- und Förderangeboten für rund 15 Personen.

### Katastrophenhilfe im Inland
Erster Ansprechpartner der Caritas im Katastrophenfall sind die regionalen Caritas-Zentren. Sie stehen in unmittelbarem Kontakt mit Ländern und Gemeinden und helfen mit finanziellen Unterstützungen, Notunterkünften, Verteilung von Essen sowie emotionaler Hilfe für betroffene Familien und Angehörige.

## Finanzen
Einnahmen von 33.648.300 Euro bestehen hauptsächlich aus betrieblichen Einnahmen (24,1 Mio. EUR), die Spenden betragen 4,2 Mio. EUR. Von den Ausgaben sind 4 % für die Administration und unter 1 % für die Spendenbeschaffung (Stand 2017).
| Die zur Anzeige dieser Grafik verwendete Erweiterung wurde dauerhaft deaktiviert. Wir arbeiten aktuell daran, diese und weitere betroffene Grafiken auf ein neues Format umzustellen. (Mehr dazu) | Die zur Anzeige dieser Grafik verwendete Erweiterung wurde dauerhaft deaktiviert. Wir arbeiten aktuell daran, diese und weitere betroffene Grafiken auf ein neues Format umzustellen. (Mehr dazu) |

Nach den Angaben des Bundesministeriums für Finanzen sind Spenden an die Caritas der Diözese Salzburg steuerlich als Sonderausgaben absetzbar.